# Robert Jarvis Cochran Walker

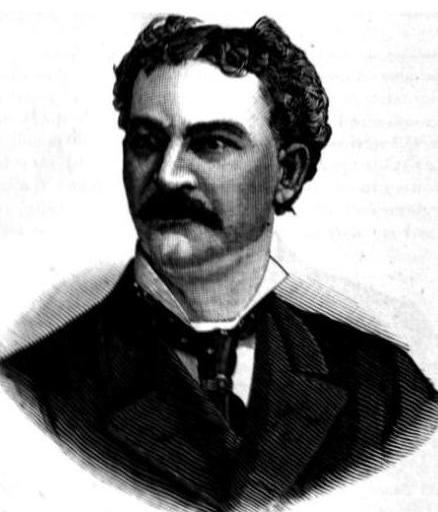
Robert Jarvis Cochran Walker

Robert Jarvis Cochran Walker (* 20. Oktober 1838 bei West Chester, Pennsylvania; † 19. Dezember 1903 in Philadelphia, Pennsylvania) war ein US-amerikanischer Politiker. Zwischen 1881 und 1883 vertrat er den Bundesstaat Pennsylvania im US-Repräsentantenhaus.

## Werdegang
Robert Walker besuchte Schulen in Easthampton und Cambridge (Massachusetts). Nach einem anschließenden Jurastudium an der Harvard University und seiner 1859 erfolgten Zulassung als Rechtsanwalt begann er in Philadelphia in diesem Beruf zu arbeiten. Er wurde Direktor des ersten Schulbezirks von Pennsylvania. Außerdem wurde er zwei Mal in den Stadtrat von Philadelphia gewählt. Im Jahr 1874 erwarb er die Zeitung Saturday Evening Post, die er für kurze Zeit herausgab. Danach stieg er in das Ölgeschäft ein. Seit 1875 lebte er in Williamsport, wo er unter anderem auch in der Holzbranche und im Kohlegeschäft tätig wurde.
Politisch war Walker Mitglied der Republikanischen Partei. Bei den Kongresswahlen des Jahres 1880 wurde er im 16. Wahlbezirk von Pennsylvania in das US-Repräsentantenhaus in Washington, D.C. gewählt, wo er am 4. März 1881 die Nachfolge von John I. Mitchell antrat. Da er im Jahr 1882 auf eine weitere Kandidatur verzichtete, konnte er bis zum 3. März 1883 nur eine Legislaturperiode im Kongress absolvieren.
Nach dem Ende seiner Zeit im US-Repräsentantenhaus zog Robert Walker nach Philadelphia, wo er in der Chemiebranche arbeitete. Dort ist er am 19. Dezember 1903 auch verstorben.